# Shimoga
Shimoga o Shivamoga o Shivamogga (canarès ಶಿವಮೊಗ್ಗ) és una ciutat i corporació municipal de Karnataka, capital del districte de Shimoga (des de 2006 Shivamogga) a la riba del riu Tunga. Està situada a 13° 55′ 18″ N, 75° 34′ 12″ E / 13.92167°N,75.57000°E. La superfície de la corporació municipal és de 50 km². Consta al cens del 2001 amb una població de 274.105 habitants. Un segle abans tenia 6.240 habitants (1901) però havia patit una epidèmia dos anys abans (eren 11.340 el 1891). Mandali, un barri al sud de la ciutat, fou abans una ciutat separada i important sota els gangues. Un aeroport a 6 km, a Sogane, s'ha estat construint darrerament.

## Història
Vegeu: Districte de Shimoga.
El 1798 fou teatre d'una batalla lliurada a la rodalia entre l'exèrcit maratha dirigit per Parasuram Bhao i les forces de Tipu Sultan manades per Benki Nawab, en la que els primers van aconseguir la victòria, i els segons es van haver de retirar de Bednur; els marathes van assaltar Shimoga que van ocupar, saquejar i cremar; a la caiguda de Tippu Sultan el 1799 fou saquejada altre cop pel maratha Dhundia Wagh, i deixada en ruïnes. Es va recuperar molt lentament. El 1870 fou erigida en municipalitat.
L'1 de novembre de 2006 va canviar oficialment el nom a Shivamogga quan 9 altres ciutats de l'estat van fer el mateix.

## Llocs interessants de la rodalia
- Agumbe a 90 km al sud-oest
- Cascades de Jog Falls a 105 km al riu Sharavathi les més grans de l'Índia
- Kodachadri, estació de muntanya a 120 km
- Gajanur, presa a 15 km
- Koodli a 15 km a la vora dels rius Tunga i Bhadra que s'uneixen aquí per formar el Tungabhadra.
- Lion Safari a 12 km
- B R P Dam a 28 km, presa
- Kaveladurga a 80 km, lloc per fer trekking
- Mrugavadhe amb el temple de Mallikarjuna
- Sigandhooru a 108 km amb el temple de Sigandhoor Sridevi t
- Sringeri a 105 km amb el temple de Sharadha
- Sakkare Bayalu, camp d'elefants
- Ikkeri i Sagara amb el temple de Agoreshwara.
- Ambuthirtha on neix el Sharavathi
- Kemmannagundi, estació de muntanya